# Parafia św. Stanisława Biskupa i Męczennika w Dobrzyjałowie
Parafia pw. Świętego Stanisława Biskupa i Męczennika w Dobrzyjałowie – parafia rzymskokatolicka należąca do dekanatu Piątnica, diecezji łomżyńskiej, metropolii białostockiej. Erygowana została w 1425 roku. Jest prowadzona przez księży diecezjalnych.

## Zasięg parafii
Do parafii należą wierni z następujących miejscowości: Dobrzyjałowo, Budy-Mikołajka, Nowy Cydzyn, Stary Cydzyn, Górki-Sypniewo, Górki-Szewkowo, Jurzec-Folwark, Jurzec Szlachecki, Jurzec Włościański, Kisielnica, Kobylin, Kownaty, Motyka, Pieńki Borowe, Wysokie Duże, Wysokie Małe i Zalesie